# Caterina de’ Medici (1593–1629)

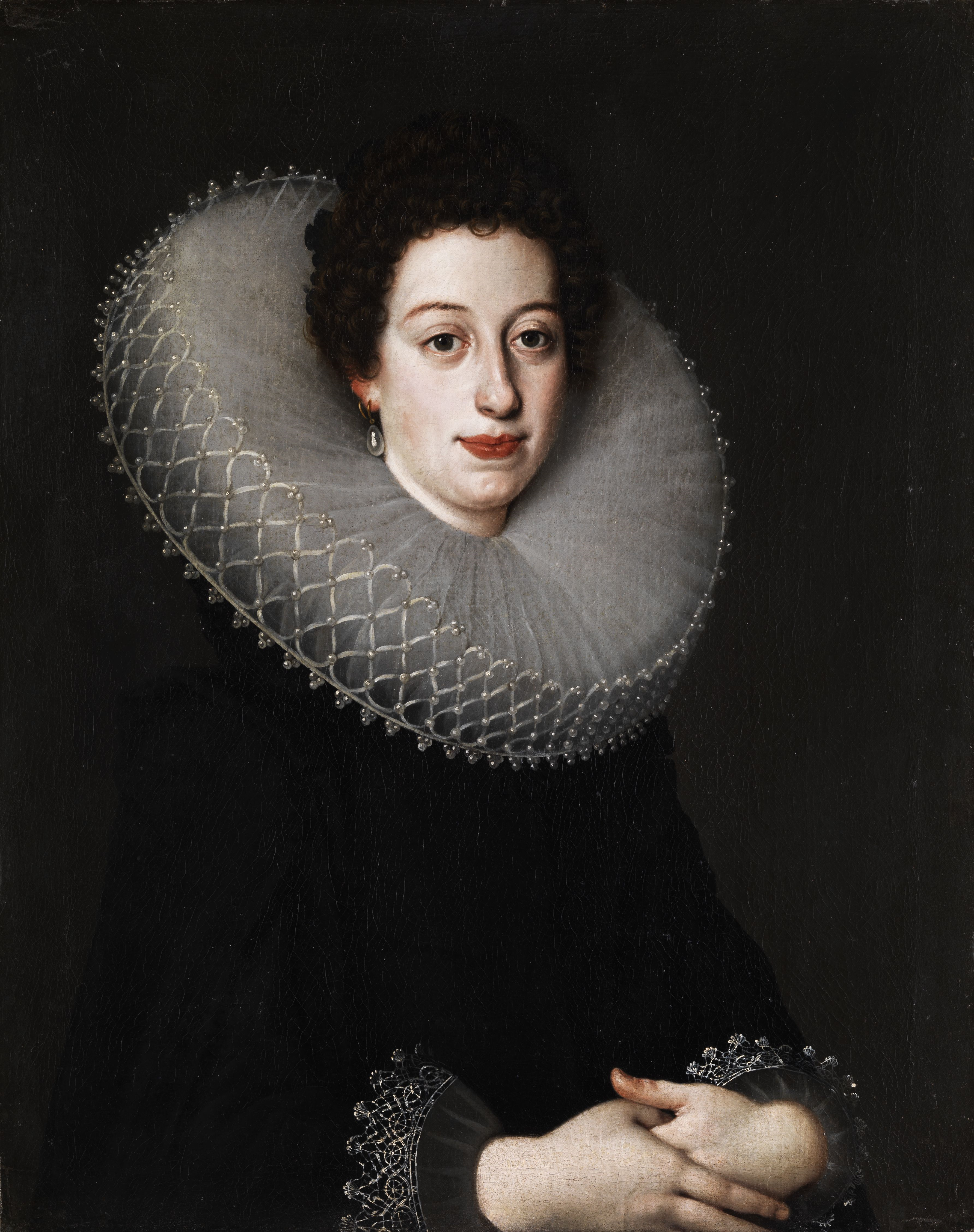
Caterina de’ Medici

Caterina de’ Medici (* 2. Mai 1593 in Florenz; † 17. April 1629 in Siena) gehörte der jüngeren Linie der Familie der Medici an und war durch Heirat von 16. Februar 1617 bis 29. Oktober 1626 Herzogin von Mantua und Montferrat.

## Leben
Caterina war die zweite Tochter und das dritte Kind des Großherzogs der Toskana Ferdinand I. und seiner Frau Christine von Lothringen. Sie wurde nach der gleichnamigen Königin von Frankreich benannt. Am 16. Februar 1617 heiratete sie Ferdinando Gonzaga, der seit 1612 Herzog von Mantua war. Für ihn war es seine zweite Ehe, die jedoch wie die erste kinderlos blieb. 1626 starb er im Alter von 39 Jahren und Caterina wurde Witwe. Sie kehrte in die Toskana zurück und übernahm 1627 das Amt der Gouverneurin von Siena. Dort starb sie zwei Jahre später an den Pocken. Caterina wurde in der traditionellen Grablege der Medici in der Basilica di San Lorenzo beigesetzt.